# Blanche-Neige, le Prince noir et les 7 Nains
Pour plus de détails, voir Fiche technique et Distribution.
Blanche-Neige, le Prince noir et les 7 Nains (titre original : I sette nani alla riscossa) est un film italien de Paolo William Tamburella (it) sorti en 1951.

## Synopsis
Après que le prince Charmant ait été vaincu dans une bataille, le prince noir enlève Blanche-Neige. Apprenant cet événement dans un rêve, les sept nains décident de partir à la rescousse de leur amie. Mais le chemin menant au château du prince noir est semé d'embûches...

## Fiche technique
- Titre original : I sette nani alla riscossa
- Réalisation : Paolo William Tamburella (it)
- Scénario : Paolo William Tamburella (it)d'après une histoire de W. Pietrini
- Directeur de la photographie : Aldo Giordani
- Montage : Giuseppe Vari
- Musique : Alessandro Cicognini
- Décors et costumes : Jose-Fabri Cani
- Production : Ferruccio Biancini et Paolo William Tamburella
- Genre :  Comédie fantastique
- Pays :  Italie
- Durée : 84 minutes (1 h 24)
- Dates de sortie :
  - Italie : 29 novembre 1951 (prémière)
  - France : Avril 1964 (Paris)

## Distribution
- Rossana Podestà : Blanche-Neige
- Roberto Risso (VF : Hubert Noël) : Prince charmant
- Georges Marchal (VF : Lui-même) : le Prince noir
- Mario Mastrantonio : un nain
- Salvatore Furnari : un nain
- Francesco Gatto (VF : Jean Berton) : Checco, un nain
- Ulisse Lorenzelli : Ulisse, un nain
- Giovanni Solinas : un nain
- Arturo Tosi (VF : Paul Faivre) : Arturo, un nain
- Domenico Tosi (VF : René Blancard) : Memmo, un nain
- Ave Ninchi : Eva, la gouvernante
- Rossana Martini : la servante des ténèbres